# František Hanzlíček
František Hanzlíček (21. prosince 1870 Plzeň — 21. listopadu 1941 Praha) byl český novinář a redaktor, pozdější šéfredaktor listu Česká demokracie (později České slovo), člen prvního československého odboje. Během první světové války byl vězněn rakousko-uherskými úřady a 14. října 1918 byl takřka hlavním aktérem tzv. předčasného vyhlášení Československa v Písku, po jehož potlačení se stal jedním z posledních zadržených i propuštěných českých politických vězňů Rakouska-Uherska.

## Život

### Mládí
Narodil se v Plzni v české rodině dělníka Jana Hanzlíčka a jeho manželky Anny, rozené Výletové. Zde vyrostl, absolvoval obecnou školu a vyučil se strojním zámečníkem. Rodina se následně přestěhovala do Prahy, kde nastoupil k firmé Novák & Jahn. Roku 1896 se oženil. Roku 1897 se stal zakládajícím členem České strany národně sociální a působil jako její funkcionář. Po vzniku odborové České obce dělnické byl zvolen jejím tajemníkem. V roce 1902 se stal redaktorem listu stranického deníku Česká demokracie (později České slovo), kde byl odpovědný za vedení dělnické rubriky.Roku 1907 neúspěšně kandidoval v parlamentních volbách do Říšské rady, roku 1912 pak do zastupitelstva Královského města Prahy.

### Po roce 1914
Po vypuknutí první světové války bylo vydávání Českého slova rakousko-uherskými cenzorními úřady zastaveno. Hanzlíček se ihned zapojil do vydávání náhradního listu Naše slovo, opět soustavně napadaného cenzurou, pod vedením odpovědného redaktora Josefa Svozila. Poté, co byl Svozil vystaven perzekucím, nastoupil Hanzlíček dočasně do čela redakce. K zákazu listu Naše slovo došlo v listopadu 1914 a Hanzlíček byl jako odpovědný redaktor kvůli protistátně laděnému obsahu listu opakovaně zatčen. Redakce listu byla posléze obviněna z urážky císařsého majestátu a stanula před soudem. Zde Hanzlíček přijal hlavní vinu na sebe a byl odsouzen k několika letům vězení. Zadržován byl na pražských Hradčanech, na jaře 1915 byl přesunut do internačního táboře Raschala v Dolních Rakousích, odkud byl propuštěn v květnu 1917.
Po svém návratu do Prahy se vrátil ke své redakční práci v národně sociálním tisku a práci tajemníka České obce dělnické. Zapojil se rovněž do aktivit tajného spolku Maffie, spojující česká a slovenské ústředí a exilovou skupinu Tomáše Garrigue Masaryka, Edvarda Beneše a dalších, zasazujících se o vznik samostatného Československa.

### Předčasné vyhlášení Československa v Písku
Zapojil se do příprav generální stávky dne 14. října 1918 proti vývozu potravin z českých zemí, která byla chystána v režii Socialistické rady, kterou tvořili předáci Českoslovanské strany sociálně demokratické a České strany národně sociální. Národní výbor československý se však o plánovaném kroku levice dozvěděl jen náhodou v podvečer 13. října a Alois Rašín prohlásil akci za „nezodpovědné hazardérství s životy obyvatel“ a také za hanebnou zradu, kterou sociálnědemokratickému předákovi Františku Soukupovi následně vytkl, protože očekával krveprolití. Soukup se vymlouval, že akce je dílem radikálního křídla sociální demokracie vedeného Bohumírem Šmeralem, a nakonec slíbil, že se Československo vyhlašovat nebude. Na řadě míst byla mezitím na 14. října svována veřejná shromáždění.

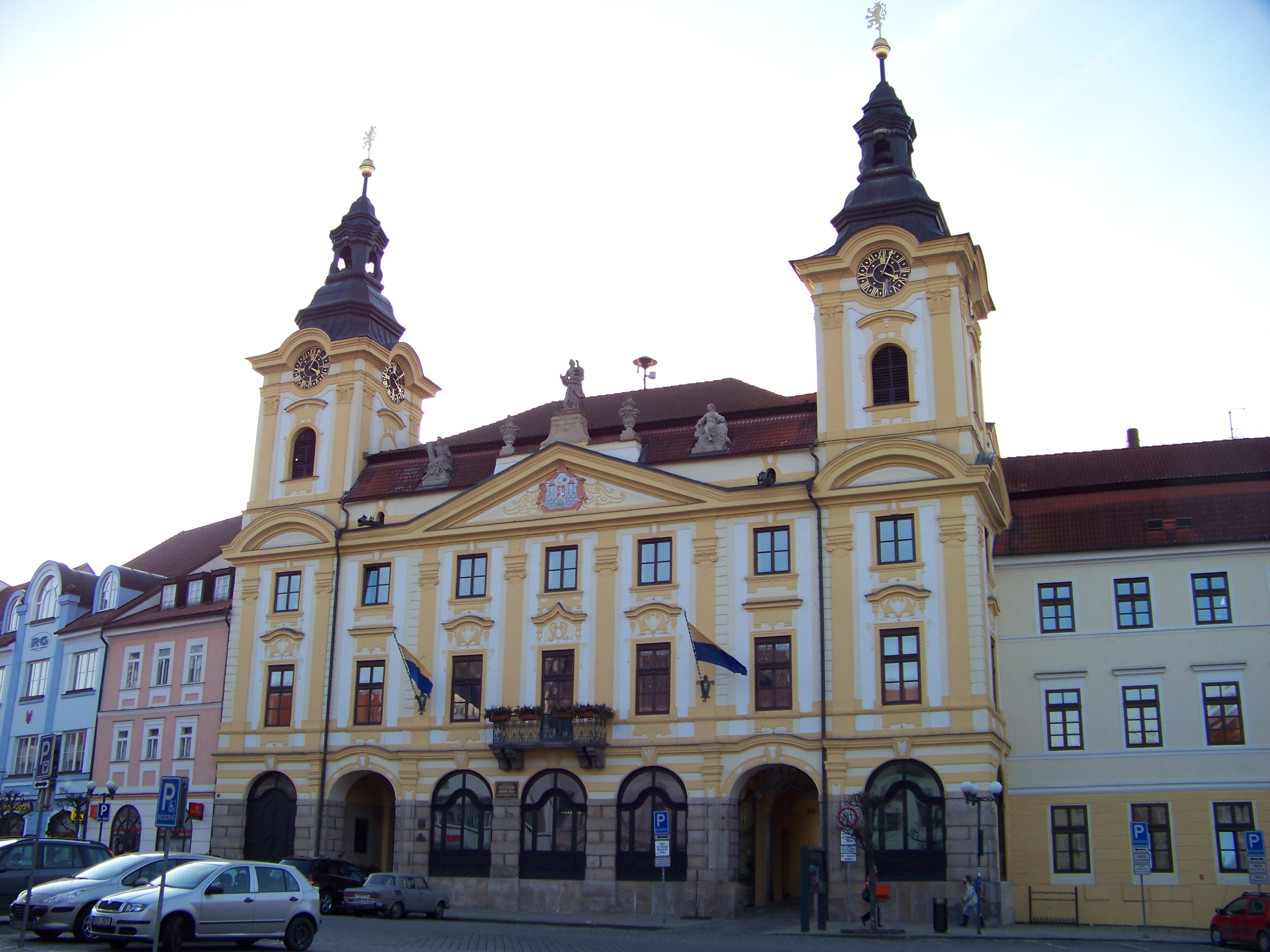
Budova radnice v Písku, dříve budova okresního hejtmanství, kterou protestující vyrabovali.

Hanzlíček, který byl v pondělí 14. října 1918 vyslán k vystoupení na manifestaci v jihočeském, populačně převážně českém, Písku, kde měl v rámci vystoupení vznik republiky oznámit. Zde byla již při nedělním večerním představení v píseckém divadle rozšířena zpráva, že v souvislosti s chystanou generální stávkou se uskuteční následujícího dne shromáždění na píseckém Velkém náměstí. Hanzlíček nicméně o změnách plánu z Prahy nebyl informován, a tak na náměstí oznámil shromážděným pěti tisícům občanů, že byla v Praze republika skutečně vyhlášena. Po nějakou dobu se lidé pokoušeli zprávu ověřit, nicméně neúspěšně, zprvu se rozšířila zpráva, že se jednalo o socialistickou republiku. Lidé poté sborově zpívali národní písně Kde domov můj a Hej Slované.
Lidé následně začali realizovat státní převrat se vším všudy: strháváním symbolů Rakousko-Uherska, vyvěšováním červenobílých národních vlajek, vojáci odmítli poslušnost svým velitelům. Dav vtrhl do budovy okresního hejtmanství (dnes budova písecké radnice), odkud odnesl rakousko-uherské vlajky a portrét císaře. Byly dokonce zasazeny i tři lípy svobody. Zprávy se rozšířily do okolních měst (až do Strakonic, Vodňan, Protivína a Bavorova), nadšení občané však byli zastaveni poté, co z Prahy přišla zpráva, že republika vyhlášena nebyla. V několika dalších českých i moravských městech se zpráva, že byla republika vyhlášena, roznesla také, nicméně byla potlačena rychleji než v Písku. Od písecké akce se distancoval Národní výbor československý i místní úřady.
Vyhlášení převratu bylo předčasné a vojáci se vrátili do kasáren. Z Plzně přijela 15. října v časných ranních hodinách jednotka uherských vojáků pod velením generála Regniera, kteří místo zajistili, a vyšetřovací komise případ začala řešilt, nicméně velice liknavě. Několik lidí bylo zatčeno, včetně Hanzlíčka byli mezi nimi také radní města Písku a tehdejší starosta Špirhanzl, a uvězněno v budově píseckého okresního soudu. Hanzlíček a Špirhanzl figurovali v případu jako strůjci celého dění, Špirhanzl byl posléze osvobozen po zaplacení pokuty 100 korun. Vyšetřování však bylo po dvou týdnech ukončeno, neboť již 28. října byla republika řádně vyhlášena. Hanzlíček, propuštěný z píseckého vězení ráno 29. října, se tak stal jedním z posledních politických vězňů propuštěných po vzniku ČSR.

### Po vyhlášení Československa
Hanzlíček se následně vrátil k redakční a novinářské práci. Pracoval v národně socialistickém listu Maják – list proletářského dorostu, posléze jako inspektor státních tabákových továren. Byl divadelním ochotníkem, režisérem ve Čtenářsko-ochotnické jednotě Thalia v Praze VII a členem výboru Ústřední matice Českoslovanského divadelního ochotnictva. Žil v Praze-Bubnech.

### Úmrtí
František Hanzlíček zemřel 21. listopadu 1941 v Praze ve věku 70 let.

### Rodinný život
Měl dva mladší bratry Karla a Vratislava. Roku 1896 se oženil s Boženou, roz. Horčičkovou (1877–1929), s níž měl jednu dceru.